# ناوکی سوما
ناوکی سوماً (به انگلیسی: Naoki Soma) بازیکن فوتبال اهل ژاپن و عضو تیم ملی فوتبال ژاپن است که در تاریخ ۲۸ مه ۱۹۹۵ میلادی اولین بازی ملی‌اش را انجام داد. او در ۵۸ بازی ملی حضور داشت و آخرین بازی ملی خود را در تاریخ ۸ سپتامبر ۱۹۹۹ میلادی انجام داد. ناوکی سوماً در بازی‌های ملی‌اش
۴ گل به ثمر رساند.